# Sphyrna corona
Sphyrna corona е вид хрущялна риба от семейство Акули чук (Sphyrnidae). Видът е почти застрашен от изчезване.

## Разпространение
Разпространен е в Гватемала, Еквадор, Колумбия, Коста Рика, Мексико, Никарагуа, Панама, Перу, Салвадор и Хондурас.